# صندوق البنية التحتية للسكك الحديدية الهولندية
شركة صندوق البنية التحتية للسكك الحديدية الهولندية ( RIT ) هي مالكة البنية التحتية للسكك الحديدية في هولندا . شركة بروريل بي في هي جزء من شركة صندوق البنية التحتية للسكك الحديدية الهولندية، وهي مسؤولة عن صيانة وتوسيع البنية التحتية لشبكة السكك الحديدية الوطنية، وتوزيع سعة السكك الحديدية، ومراقبة حركة المرور. شركة صندوق البنية التحتية للسكك الحديدية الهولندية هي وكالة حكومية، ولكنها ليست شركة السكك الحديدية الهولندية . تتكون شركة صندوق البنية التحتية للسكك الحديدية الهولندية من هيئات إدارة البنية التحتية التالية: (إدارة البنية التحتية للسكك الحديدية، RIB)؛ (توزيع سعة السكك الحديدية) (التخطيط قبل أكثر من 52 ساعة من يوم خدمة القطار)، (مراقبة حركة المرور) (التخطيط قبل 52 ساعة من يوم خدمة القطار).

## أنظر أيضاً
- ًالنقل في هولندا
- بروريل
- شركة <a href="./Nederlandse_Spoorwegen" rel="mw:WikiLink" data-linkid="82" data-cx="{&amp;quot;adapted&amp;quot;:false,&amp;quot;sourceTitle&amp;quot;:{&amp;quot;title&amp;quot;:&amp;quot;Nederlandse Spoorwegen&amp;quot;,&amp;quot;thumbnail&amp;quot;:{&amp;quot;source&amp;quot;:&amp;quot;https://upload.wikimedia.org/wikipedia/commons/thumb/6/6f/Railway_Map_The_Netherlands.svg/120px-Railway_Map_The_Netherlands.svg.png&amp;quot;,&amp;quot;width&amp;quot;:80,&amp;quot;height&amp;quot;:94},&amp;quot;description&amp;quot;:&amp;quot;Principal Dutch passenger railway operator&amp;quot;,&amp;quot;pageprops&amp;quot;:{&amp;quot;wikibase_item&amp;quot;:&amp;quot;Q23076&amp;quot;},&amp;quot;pagelanguage&amp;quot;:&amp;quot;en&amp;quot;},&amp;quot;targetFrom&amp;quot;:&amp;quot;source&amp;quot;}" class="cx-link" id="mwCw" title="Nederlandse Spoorwegen">السكك الحديدية الهولندية</a>

## روابط خارجية
- شركة السكك الحديدية الهولندية
- بيان الشبكة 2003 (ملف pdf، 646 كيلوبايت)
- بروريل